# Бертишів
Бертиші́в — село в Україні, у Бібрській міській об'єднаній громаді Львівського району Львівської області. Населення становить 214 осіб.

## Історія
Село, у минулому мало назву «Бертешів».
Посідачем чи власником села був руський боярин Бенко (Бенько, Бенедикту) з Кухар.

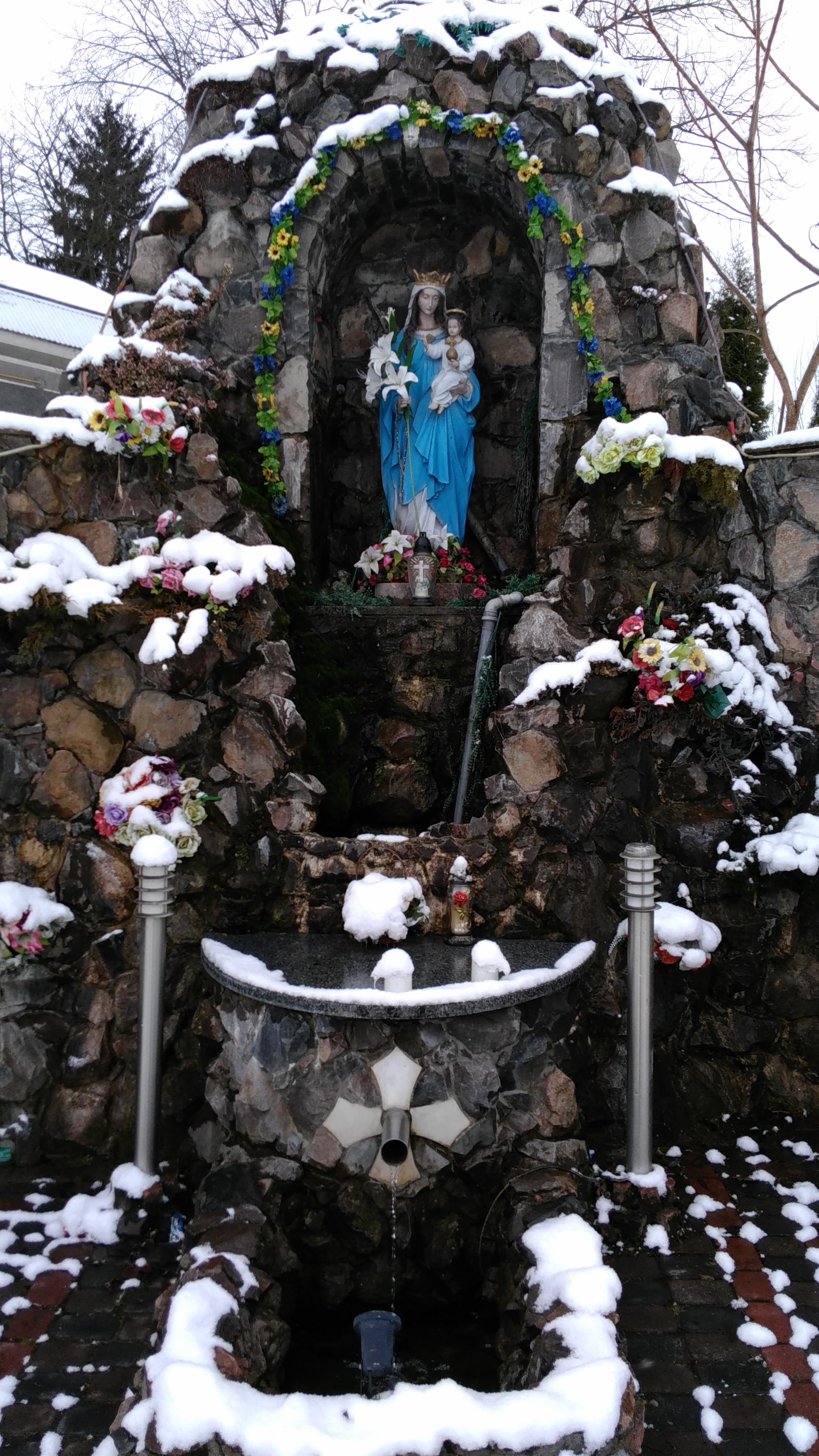
Джерело цілющої води

Належало до повіту бібрського, за півтора милі австрійської на південь від Бібрки і на 1 милю на захід від Нових Стрілищ. У 1880 р. до панського двору належало: полів орних 192, лугів і городів 21, пасовищ 6, лісу 167 моргів австрійських. Селянська громада обіймала: полів орних 503, лугів і городів 63, пасовищ 16 моргів австрійських. Греко-католиків було 505, римо-католиків і юдеїв — по 7: разом 519. Село належало до греко-католицької парафії в Дев'ятниках. Власником панського двору був Лев Стобецький.

## Політика

### Парламентські вибори, 2019
На позачергових парламентських виборах 2019 року у селі функціонувала окрема виборча дільниця № 460316, розташована у приміщенні народного дому.
Результати
- зареєстровано 113 виборців, явка 59,29 %, найбільше голосів віддано за «Європейську Солідарність» — 40,30 %, за Всеукраїнське об'єднання «Батьківщина» — 20,90 %, за «Слугу народу» — 17,91 %.[5] В одномандатному окрузі найбільше голосів отримав Андрій Кіт (самовисування) — 64,18 %, за Олега Канівця (Громадянська позиція) — 14,93 %, за Андрія Гергерта (Всеукраїнське об'єднання «Свобода») і Володимира Наконечного (Слуга народу) — по 5,97 %[6].

## Відомі люди
- Отець-доктор Лаба Василь (1887—1976) — священник УГКЦ, капелан, доктор наук, дійсний член НТШ.
- Дикий Дмитро — селянин, делеґат Української Національної Ради ЗУНР від Бібрецького повіту[7]
- Дикий Петро (1915—1949) — український військовик, керівник Новострілищанського районового проводу ОУНР, Лицар Бронзового хреста заслуги УПА.
- Михайло Йосипович Шалата (1937—2020) — український літературознавець, письменник та громадський діяч, педагог, кандидат філологічних наук (1970), професор Дрогобицького педагогічного університету (1991), засновник Дрогобицької «Просвіти», дійсний член Наукового товариства імені Тараса Шевченка (2017), Почесний громадянин міста Дрогобича.